# 대신초등학교 (부산)
대신초등학교는 대한민국 부산광역시 서구 서대신동3가에 있는 공립 초등학교이다.

## 학교 연혁
- 1937년 4월 10일 구덕공립보통학교 개교(설립인가 3월 31일)
- 1938년 4월 1일 부산대신공립심상소학교 개칭
- 1941년 4월 1일 부산대신공립국민학교 개칭
- 1983년 2월 26일 실내체육관 준공
- 1983년 7월 6일 농구부 창단
- 1993년 10월 5일 급식시설 준공
- 1996년 3월 1일 대신초등학교로 개칭
- 1999년 10월 2일 학교홍보지 ‘한소리’ 창간
- 2012년 6월 13일 대신미래누리실(시청각실) 개관
- 2016년 9월 1일 제36대 배도기 교장 부임
- 2017년 2월 17일 제75회 졸업식(계 146, 누계 33236명)
- 2017년 3월 1일 34학급(특수 1) 편성

## 학교 상징
- 교화 - 목련 : 혹독한 추위를 이겨내고 제일 먼저 봄을 알리는 목련처럼 끈기와 인내로 큰 꿈을 이루어 우리나라의 주역이 되자는 것임
- 교목 - 느티나무 : 키가 크고 가지가 넓게 퍼져 넓은 그늘을 조성하여 마을의 수호신과 안식처가 된 느티나무처럼 우리 학생들이 넓고 큰 뜻을 품고 바른 인성을 길러 장차 사회에 봉사하는 사람이 되자는 것임

## 참고 자료
- 대신초등학교 - 한국교육학술정보원 학교알리미